# Административное деление империи Мали
Административное деление империи Мали основывалось на «трех свободно союзных государств» Мали, Мемы и Вагаду, а также двенадцати королевств. Эти королевства были обычными округами (кафос) и провинциями (тинкурус) в составе империи, которые подчинялись мансе, но назывались королевствами, потому что власть в этих округах передавалась по наследству.
Двенадцать королевств Мали представляли собой коалицию завоеванных или союзных территорий, в основном во внутренних районах Мандена (область проживания народа мандинка), присягнувших на верность Сундиате и его потомкам. Вонзив свои копья в землю перед троном Сундиаты, каждый из двенадцати царей оставил свое королевство династии Кейта и стал «фарбасом» (титул главы округа).

## Управление территориями
Империя Мали была самым большим государством на своём континенте в течение долгого времени. Империя Мали простиралась от Атлантического океана до границ империи Канем (Центральная Африка). Территория империи занимала территории таких современных государств как: государства Мали, Нигер, Мавритания, Сенегал, Гвинея, Гамбия и Буркина-Фасо (в 1380 ещё часть Кот-Д’Ивуара). Управление империей было децентрализованным, однако мансе удавалось сохранять налоговые поступления и контроль над провинциями. Для быстрого подавления восстаний в крупных городах в каждой части империи находились гарнизоны армии империи. В Уалате, Томбукту, Кумби-Сале и Гао стояли большие гарнизоны, обязанность управлять гарнизонами (северным или южным), была возложена на военных командиров — фаринов.
К середине 14 века централизация империи серьёзно увеличилась. Сама стала империя делиться на 14 провинций и королевств. Королевствами управляли фарбасы и фарины, а провинциями дьямани-тигуи, которых выбирало население, но утверждал на должность манса. Администраторы уровня уезда, называемые кафо-тигуи, назначались губернатором провинции.
Должность губернатора королевства — фарбаса передавалась по наследству. Во избежание восстаний, власть фарбасов контролировали фарины (военные губернаторы), которые управляли военными гарнизонами (общее число солдат во всех гарнизонах более 90 000 человек) на территории этих провинции, также они отвечали за сбор налогов, таможенных пошлин и контроль над местным правосудием. В критические моменты фарин также мог забрать власть у фарбаса и всей администрации провинции. Должность фарина была очень престижной, и его потомки могли унаследовать ее с одобрения мансы. Манса также мог быстро заменить фарина.

## Провинции
Согласно исследователю Аль-Умари империя Мали была разделена на 14 королевств и провинций.
| Название провинции | Оригинальное название | Территория                                                                   |
| ------------------ | --------------------- | ---------------------------------------------------------------------------- |
| Гана               | манд. Ghāna           | соответствовала территории империи Гана                                      |
| Зафун              | манд. Zāfūn           |                                                                              |
| Тирафка            | манд. Tirafkā         | город Тиракка с прилежащими территориями                                     |
| Такрур             | манд. Takrūr          | регион на западе у Атлантического океана                                     |
| Сангхана           | манд. Sanghāna        | регион, окружающий устье реки Сенегал                                        |
| Бамбук             | манд. Bambuk          | регион между реками Сенегал и Фалеме, который был основным источником золота |
| Заркатабана        | манд. Zarqaṭābanā     |                                                                              |
| Бутра              | манд. Bytrā           |                                                                              |
| Дамура             | манд. Damūrā          |                                                                              |
| Загха              | манд. Zāghā           |                                                                              |
| Кабура             | манд. Kāburā          | регион вдоль Нигера вверх по течению                                         |
| Бавагури           | манд. Bawāghūrī       | регион у города Уалата                                                       |
| Каукау             | манд. Kawkaw          | город Гао и территории будущей империи Сонгай                                |
| Ниани              | манд. Nyeni           | Ниани с прилежащими территориями                                             |